# 250 (число)
Вижте пояснителната страница за други значения на 250.
250 (двеста и петдесет) е естествено, цяло число, следващо 249 и предхождащо 251.
Двеста и петдесет с арабски цифри се записва „250“, а с римски – „CCL“. Числото 250 е съставено от три цифри от позиционните бройни системи – 2 (две), 5 (пет), 0 (нула).

## Общи сведения
- 250 е четно число.
- 250-ият ден от невисокосна година е 7 септември.
- 250 е година от Новата ера.